# Star Wars: Jedi Knight: Jedi Academy
Star Wars Jedi Knight: Jedi Academy är ett first och third-person shooter actionspel som utspelar sig i Star Wars-universumet. Det utvecklades av Raven Software och gavs ut, distribuerades och marknadsfördes av Lucasarts i Nordamerika och av Activision i resten av världen. Jedi Academy släpptes i september 2003 och fick positiva recensioner, resulterat i en total poäng på 81%.
Jedi Academy använder sig av samma version av Quake III: Team Arena-motorn som sin föregångare, Star Wars Jedi Knight II: Jedi Outcast, inkluderat med modifieringar till spelkoden för att kunna inkludera ljussvärdsfäktning. Ett nytt tillägg till serien var att man som spelare kunde modifiera huvudpersonens kön och utseende, samt kunna bygga en ljussabel genom att välja hur den skulle se ut och vilken färg klingan skulle ha.
Spelaren får ta kontrollen över Jaden Korr, en student vid Jediakademin med Kyle Katarn som sin personlige lärare. Man måste slutföra olika uppdrag som Katarn och Luke Skywalker ger dem.

## Handling
Jaden Korr är en ung Jedi från planeten Coruscant. Då Jaden flyger i ett skepp mot Yavins Jediskola blir skeppet attackerat, men ingen vet av vad. Skeppet tvingas att kraschlanda i skogen, och Jaden måste ta sig till skolan utan någons hjälp förutom sin vän, Rosh Penin. Då de två vännerna kommer fram till skolan, visar det sig att onda Jediriddare siktats, och att man fruktar att Sithkulten håller på att stiga i makt igen. Under sin utbildning får Jaden fler och fler anledningar att hata Sith, och till slut finner han sitt mål, att finna och döda denna kults ledare Tavion.
Till skillnad från det föregående spelet, Jedi Knight 2: Jedi Outcast, så kan man välja mycket mer om spelkaraktären. Man kan antingen välja att ha ett lasersvärd, två lasersvärd, eller dubbel-lasersvärd. Man kan välja färger, och utseendet på höljet. Man får även välja spel och huvudkaraktären Jadens kön, utseende och art.
Efter varje bana blir man starkare i kraften och man får välja själv i vilka grenar av kraften man vill bli stark i. Det finns ljusa och mörka krafter.